# لاغيرثا
كانت لاغيرثا حسب أسطورة حاملة درع من الفايكنغ وحاكمة مما يُعرف الآن بالنرويج، وكانت في إحدى المرات زوجة راغنار لوثبروك. قد تكون حكياتها - كما رواها المؤرخ الإخباري ساكسو غراماتيكوس في القرن الثاني عشر - تعكسُ حكياتٍ عن ثورغيرد (Þorgerðr Hölgabrúðr) (الإله الشماليّ).
سجل ساكسو Lathgertha، الاسم على الأرجح النسخة اللاتينية من الاسم الشمالي Hlaðgerðr (هلاذغيرذر). يتكرر اسمها في المصادر المكتوبة باللغة الإنغليزية مكتوباً "Lagertha"، وقد كُتب أيضاً Ladgertha، و Ladgerda أو ما شابه ذلك.

## حياتها وفقاً لساكسو غارامتيكوس

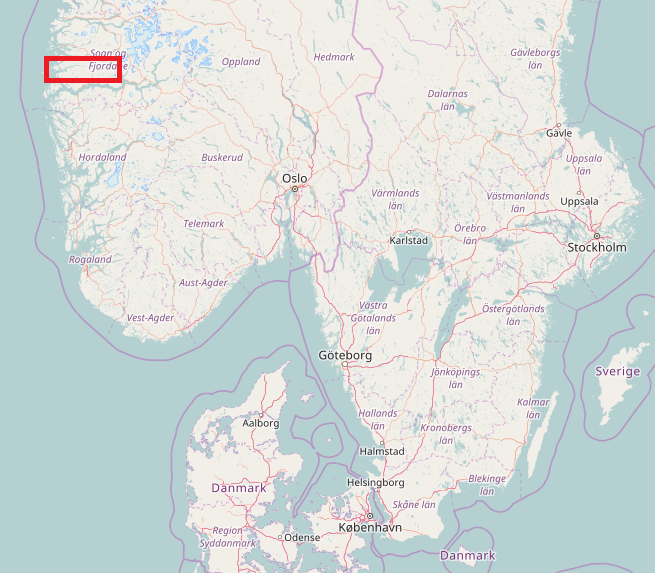
وفقاً لساكسو، عاشت لاغيرثا في وادي غاولا في غرب النرويج، والموقع محدد على الخريطة.

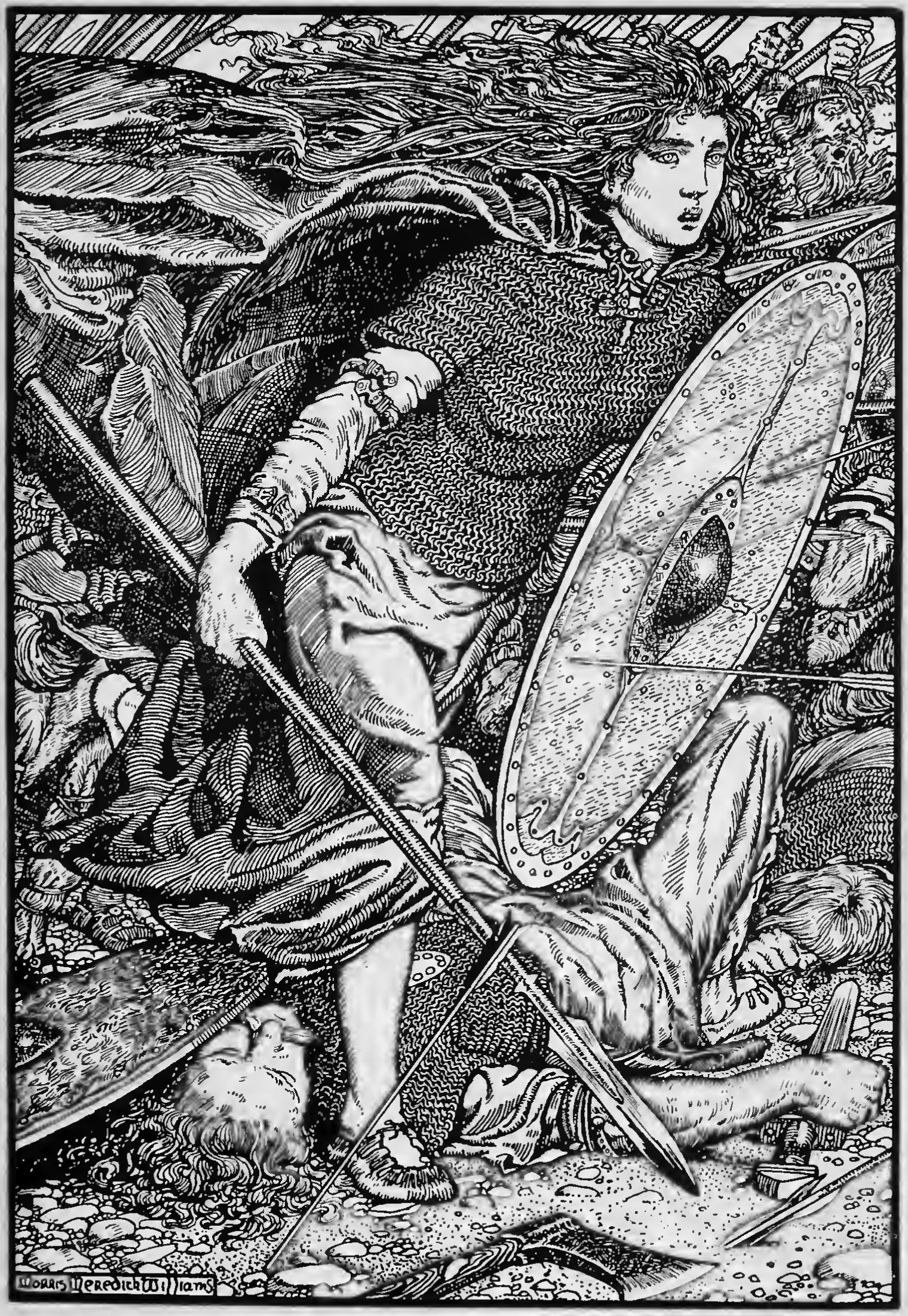
لاغيرثا، رسم حجري لموريس ميريدث ويليامز (1913)

حكايةُ لاغيرثا مُسجلة في فقراتٍ في الكتاب التاسع من «أعمال الدنماركيين» (Gesta Danorum)، عملٌ (كتاب) يرجع إلى القرن الثاني عشر للمؤرخ المسيحي ساكسو غراماتيكوس. وفقاً للأعمال (9.4.1–9.4.11)، بدأت مسيرة لاغيرثا كمحاربة عندما احتل ملك السويد فري النرويجَ وقتل ملك النرويج سيوارد (Siward). وضع فري نساء عائلة الملك الميت في بيت دعارة ليهينهم علناً. بعد أن سمع راغنار لوثبروك هذا، جاء مع جيشٍ لينتقم لجده سيوارد. العديد من النساء اللاتي أمر فري بإيذائهن، ارتدين ملابس الرجال وقاتلن على جانب راغنار. كانت أهمهن، لاغيرثا والتي كانت مفتاح النصر لراغنار. يسرد ساكسو:
لاغيرثا، أمازونية ماهرة، مع أنها كانت عزباء، إلا أنها كانت شجاعةٌ كالرجال، وكانت تُقاتل في المقدمة بين الشجعان وشعرها المنسدل على كتفيها. والكل تعجب من أفعالها التي لا مثيل لها؛ لأن خصلات شعرها التي كانت ترفرف وراء ظهرها فضحت أنها امرأة.
تودد راغنار إليها من بعيد، إعجاباً منه بشجاعتها. تظاهرت لاغيرثا بالاهتمام، ووصل الأمر براغنار أن يطلب يدها. هاجمه دبٌ وكلبٌ ضخم كانا يحميان بيت لاغيرثا؛ لكنه قتل الدب برمحه وخنق الكلب حتى الموت.. وهكذا فاز بيد لاغيرثا. وفقاً لساكسو، كان لراغنار من لاغيرثا ابن يُدعى فريدليف (Fridleif)، وابنتين اسميهن غير مسجلين.
بعد العودة إلى الدنمارك للقتال في حربٍ أهلية، راغنار الذي كان وفقاً لساكسو ما زال منزعجاً من أن لاغيرثا جعلت وحوشاً تهاجمه، طلّقَ لاغيرثا ليتزوج ثورا بورغارهيورت (Þóra Borgarhjǫrtr)، ابنة ملك السويد هراوذر (Herrauðr). فاز بيد حبيبته الجديدة بعد مغامراتٍ كثيرة، لكن عند عودته إلى الدنمارك واجه حرباً أهلية مرةً أخرى. وفقاً لساكسو، أُرسل راغنار إلى النرويج للدعم، ولاغيرثا التي كانت ما تزال تحبه جاءت لتساعده بـ120 سفينة. عند وصول المعركة إلى ذروتها، أُصيبَ سيوارد بن راغنار، وأنقذت لاغيرثا الموقف من أجل راغنار بهجومٍ مضاد:
لادغيردا (Ladgerda)، ذات الروح التي ليس لها مثيل بالرغم من جسمها الصغير، تغطيها شجاعةٌ باهرة تثني الجنود. لأنها قامت بهجمةٍ شرسة، واستدارت إلى مؤخرة العدو، آخذةٍ بهم على حين غرة، وبالتالي جعلت خوف أصدقائها يتحول إلى معسكر الأعداء.
عند العودة إلى النرويج، تشاجرت مع زوجها، وقتلته برأس حربة كانت تخفيها تحت ثوبها. ويختمُ ساكسو «أنها استولت على كامل اسمه وسيادته، لدرجة أن هذه السيدة المتغطرسة اعتقدت أن تحكم بدون زوجها أكثر إمتاعاً من أن تحكم مشاركةً العرض معه».

## الدراسات

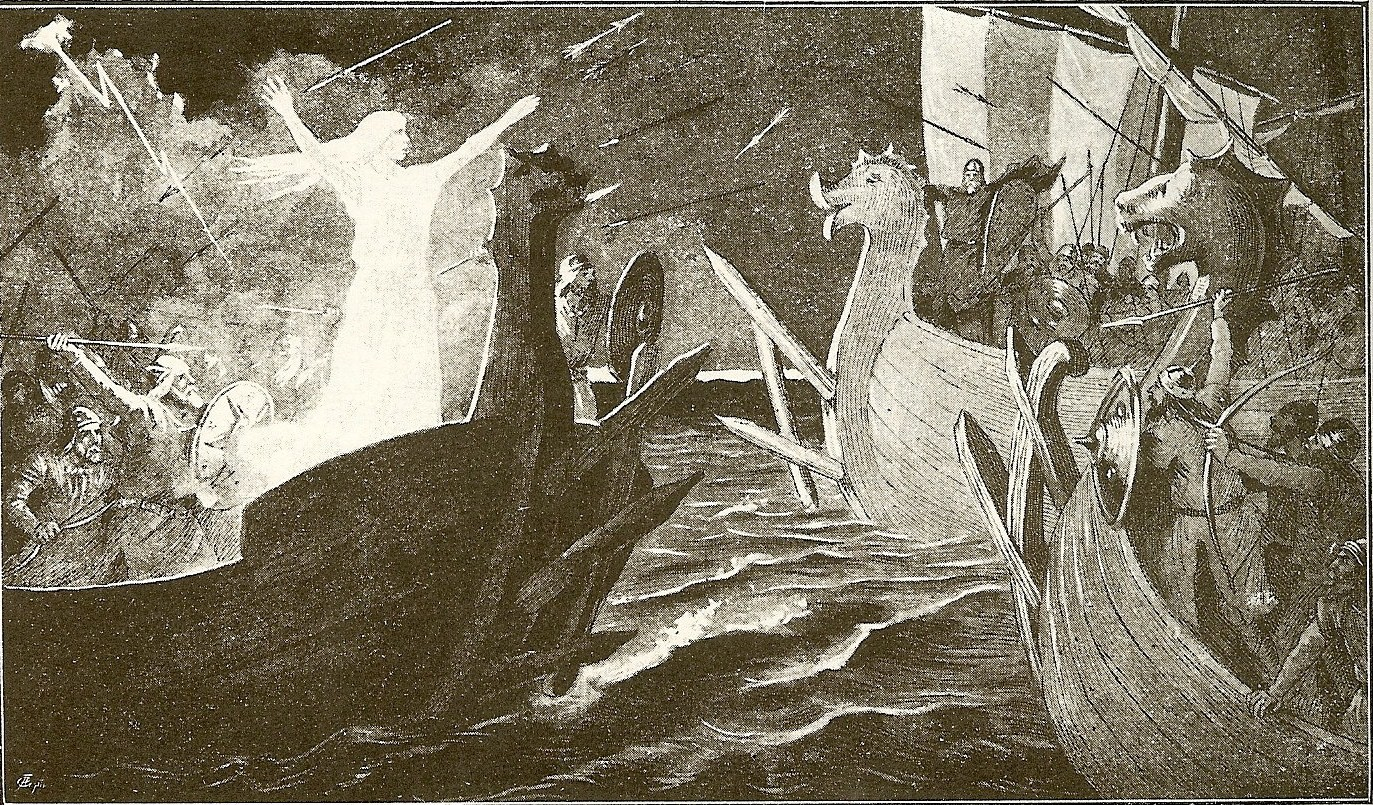
ثورغيرد - الذي عرفت هويته مع لاغيرثا - يُقاتل اليومسفيكنغ. رسم توضيحي ليني نيستورم (1895).